# Трудовый сельский совет (Новониколаевский район)
Трудовый сельский совет (укр. Трудова сільська рада) — входит в состав
Новониколаевского района
Запорожской области
Украины.
Административный центр сельского совета находится в 
пос. Трудовое.

## История
- 1948 — дата образования.

## Населённые пункты совета
- пос. Трудовое
- с. Голубково
- с. Киевское
- с. Новоукраинка
- с. Сорочино